# Luigi Federzoni
Luigi Federzoni, né le 27 septembre 1878 à Bologne et mort le 24 janvier 1967 à Rome, est un homme politique et écrivain italien.
Il est ministre de l’Intérieur du 17 juin 1924 au 6 novembre 1926, puis ministre des Colonies du 6 novembre 1926 au 18 décembre 1928.
Il est aussi président du Sénat du royaume d'Italie du 29 avril 1929 au 2 mars 1939 lors de deux législatures.

## Biographie
Fils de l'homme de lettres Giovanni Federzoni et d'Elisa Giovannini, il obtient en 1900 une licence en littérature avec Giosuè Carducci à l'université de Bologne, puis une licence en droit. Dans son travail de journaliste et en tant qu'auteur de romans, de nouvelles et d'essais littéraires, il a utilisé l'anagramme Giulio De' Frenzi comme pseudonyme.

### Dans l'ANI
En 1910, il est parmi les fondateurs, avec Enrico Corradini, de l'Association nationaliste italienne (Associazione Nazionalista Italiana - ANI) et en 1911, toujours avec Corradini, de l'hebdomadaire L'Idea Nazionale. Il devient un leadeur du mouvement nationaliste, il est un chef de file du mouvement « Re e Patria », et est élu député à la Chambre des députés parmi les nationalistes en 1913 également avec les voix de l'électorat catholique, gagné grâce à ses positions formellement antimaçonniques. Interventionniste en 1914, il participe à la Première Guerre mondiale comme lieutenant (tenente) d'artillerie.
Réélu député en 1919, il rejoint le groupe libéral, et son action politique se caractérise par une approche légaliste et relativement modérée. Au Parlement, il s'intéresse souvent à la politique étrangère, plaidant en faveur des revendications de l'Italie sur l'Adriatique, notamment en ce qui concerne Fiume et la Dalmatie. Réaffirmé en 1921 sur la liste nationaliste, il est vice-président de la Chambre du 23 mars au 31 octobre 1922.
Pendant la Marche sur Rome, il joue le rôle de médiateur entre Vittorio Emanuele III et Mussolini.

### Ministre
Le 31 octobre 1922, il est appelé comme ministre des Colonies dans le gouvernement Mussolini jusqu'en 1924.
Après avoir contribué à la fusion, en février 1923, de l'Association nationaliste avec le Parti national fasciste (Partito Nazionale Fascista), il est réélu à la Chambre des députés en 1924, dans les rangs du Liste nationale (Listone fascista), et figure en 1925 parmi les signataires du Manifeste des intellectuels fascistes (Manifesto degli intellettuali fascisti), rédigé par Giovanni Gentile.
De juin 1924 à novembre 1926, il est ministre de l'Intérieur, puis à nouveau ministre des Colonies. En tant que ministre de l'Intérieur, il est à l'origine de la nomination, le 13 septembre 1926, d'Arturo Bocchini au poste de chef de la police. Il démissionne ensuite de son poste de ministre de l'Intérieur en raison d'une controverse avec l'aile radicale du fascisme dirigée par Roberto Farinacci.
En novembre 1926, il revient comme ministre des Colonies, jusqu'en décembre 1928, qu'il quitte car il est nommé sénateur du Royaume.

### Président du Sénat
Il devient président du Sénat en 1929, reconfirmé en 1934, jusqu'en 1939. C'est à ce titre qu'il a prononcé le discours commémoratif de Gabriele D'Annunzio au Campidoglio.
Au fil des ans, il a occupé diverses fonctions culturelles et honorifiques. Il a été président de la Société géographique italienne (Società geografica italiana) de 1923 à 1926 ; de 1938 à 1943, il a présidé l'Académie d'Italie (Accademia d'Italia) et du 17 mars 1938 au 6 octobre 1943, il a été président de l'Istituto dell'Enciclopedia Italiana. Il a également été membre national de l'Académie des Lyncéens (Accademia dei Lincei) (6 mai 1935 - 4 janvier 1946), président de l'Institut fasciste d'Afrique italienne (1937-1940) et président de la société d'édition de la revue "Nuova Antologia".
Lors de la réunion du Grand Conseil du fascisme du 25 juillet 1943, il fait partie des signataires de l'ordre du jour contre Benito Mussolini présenté par Dino Grandi et pour cela, en 1944, il est condamné à mort par contumace par le tribunal fasciste de Vérone. Il s'est réfugié dans l'ambassade du Portugal auprès du Saint-Siège après le 8 septembre et a quitté l'Italie après la libération de Rome.

### L'après-guerre
En 1945, la Haute Cour de justice le condamne à la prison à vie, mais il est amnistié en 1947. Il retourne en Italie et s'installe à Rome.
En 1946, il déclare à La Stampa qu'il n'a jamais prêté serment d'allégeance au fascisme, restant fidèle à la monarchie et à la nation :

« Je ne pouvais et ne voulais pas imaginer un seul instant qu'il y aurait un jour un contraste entre la loyauté envers le roi et la loyauté envers ce qui était son gouvernement. En tout cas, c'est la première obligation qui était valable, parce qu'elle était antérieure et parce qu'elle était absorbante. En tout cas, la deuxième caution - qui serait toujours 'sub conditione' - je ne l'ai même pas contractée 'pro forma'. »

— Francesco Lamendola, 25 juillet 1943, fu tradimento? (était-ce une trahison ?)
Il a laissé des journaux sur les événements qu'il a vécus tout au long du Ventennio; en outre, l'historien Renzo De Felice rappelle que le seul personnage historique qui a refusé de le recevoir - parmi ceux à qui il demandait un témoignage direct sur le fascisme - est Federzoni lui-même.

Après avoir édité la première édition de l'échange de lettres entre Francesco Crispi et Abele Damiani, il publie en 1942 "l'opera omnia" d'Alfredo Oriani, qui sera suivi en 57 par celui de son ami et professeur Giosuè Carducci.
En novembre 2019, l'Archive historique de l'Institut de l'Encyclopédie italienne a commencé à examiner le journal de 500 pages, qui appartenait au fonds personnel de Federzoni déposé depuis plusieurs décennies au ministère des Biens et des Activités culturels et du Tourisme (Ministero dei beni e delle attivita' culturali e del turismo - MiBACT). Le père de Federzoni l'avait conservé à Lugano avant de le confier à Angelo Giuseppe Jelmini, l'évêque local de 1935 à 1968.

## Travaux littéraires
- Il corruttore, Bologne, Zanichelli, 1900.
- Candidati all'immortalità. (Prima serie), avec Giulio De Frenzi, Bologne, Zanichelli, 1904.
- Il sandalo d'Apelle. Note su l'arte contemporanea, avec Giulio De Frenzi, Bologne, Libr. Treves di L. Beltrami Edit., 1904.
- L'allegra verità, avec Giulio De Frenzi, Milan, De Mohr, Antongini e C., 1905.
- Il lucignolo dell'ideale, avec Giulio De Frenzi, Naples, Ricciardi, 1909.
- Per l'italianità del "Gardasee", avec Giulio De Frenzi, Naples, Ricciardi, 1909.
- Di alcuni libri del 1909. Note bibliografiche, avec Giulio De Frenzi, avec Alberto Lumbroso, Rome, Libreria editrice della Rivista di Roma, 1910.
- Un eroe: Alfredo Oriani, avec Giulio De Frenzi, Rome, Libreria della Rivista di Roma, 1910.
- Ignacio Zuloaga, avec Giulio De Frenzi, Rome, Garzoni-Provenzani, 1912.
- L'Italia nell'Egeo, avec Giulio De Frenzi, Romea, Garzoni-Provenzani, 1913.
- L'italiano errante. Giacomo Casanova di Seingalt, avec Giulio De Frenzi, Naples, Ricciardi, 1913.
- La Dalmazia che aspetta, Bologne, Zanichelli, 1915.
- Popolari e nazionalisti, Bologne, La tip. nazionale, 1921.
- Il Trattato di Rapallo. Con un'appendice di documenti, Bologne, Zanichelli, 1921.
- Presagi alla nazione. Discorsi politici, Milano, Casa editrice Imperia del Partito nazionale fascista, 1924; Milan, Mondadori, 1925.
- Paradossi di ieri, Milan, Mondadori, 1926.
- Venti mesi di azione coloniale, Milan, Mondadori, 1926.
- Rinascita dell'Africa romana, Bologne, Zanichelli, 1929.
- Il ritorno di Giosuè Carducci, Bologne, Zanichelli, 1932.
- I problemi attuali dell'agricoltura italiana, studi raccolti e coordinati da, Bologne, Zanichelli, 1933.
- A. O.. Il "Posto al sole", Bologne, Zanichelli, 1936.
- Parole fasciste al Sud America, Bologne, Zanichelli, 1938.
- L'ora della Dalmazia, Bologne, Zanichelli, 1941.
- Esercito e impero. [9 maggio 1941], in Pagine sulla guerra alla radio, Florence, Sansoni, 1941.
- Bologna carducciana, Bologne, Cappelli, 1961.
- Italia di ieri per la storia di domani, Milan, Mondadori, 1967.
- 1927 : diario di un ministro del fascismo, Florence, Passigli, 1993.  (ISBN 88-368-0261-3).
- Luigi Federzoni, Canto e azione in Gabriele d'Annunzio : discorso commemorativo pronunziato in Campidoglio, Rome, Reale Accademia d'Italia, 1938, p. 18, (OCLC 310885206). Hébergé sur le site archive.isarchive.is.
- Giosuè Carducci et Luigi Federzoni: Opere, Bologne, Zanichelli, 1957, (OCLC 903395376), volume: 30

## Distinctions honorifiques
Chevalier de l'ordre suprême de la Très Sainte Annonciade - 4 juin 1932
 Médaille d'argent pour la valeur militaire
Officier bombardier, lorsque les batteries de son groupe restées sur Montello ne peuvent plus tirer efficacement, il veut suivre le commandement du XXIIe Corps d'Armée sur la gauche du Piave et participe activement avec lui à l'avance triomphante. Il a volontairement rejoint l'avant-garde de la 60e division et a fourni au commandement du corps d'armée les premières nouvelles complètes et précieuses de Belluno rachetée. Vittorio Veneto, 26 octobre-1er novembre 1918.
 Croix militaire de la valeur militaire
Sous le feu violent de l'ennemi qui a aplati les tranchées et les abris, il s'est rendu à plusieurs reprises d'un point d'observation à l'autre, insouciant du danger, calme et serein, donnant l'exemple aux autres et suscitant l'admiration de ceux qui l'ont vu à l'oeuvre pendant la bataille. Nad Bregom, 14-23 mai 1917.
 Croix du Mérite de la guerre
 Chevalier de grand-croix de l'ordre des Saints-Maurice-et-Lazare - 4 juin 1932
 Chevalier de grand-croix décoré du grand cordon de l'ordre colonial de l'Étoile d'Italie - arrêté royal du 4 janvier 1923.
 Chevalier de l'ordre civil de Savoie - 1938
 Chevalier de grand-croix de l'ordre de la Couronne d'Italie - 30 décembre 1923
 Chevalier de grand-croix de l'ordre de Pie IX - 3 septembre 1936
 Chevalier de grand-croix magistrale de l'ordre souverain militaire de Malte - 22 décembre 1925
 Médaille commémorative de la guerre italo-autrichienne 1915-1918 (campagne de 4 ans)
 Médaille commémorative l'unification de l'Italie
 Médaille italienne de la Victoire interalliée
 Caporal d'honneur (Caporale d'onore) de la milice volontaire pour la sécurité nationale
 Avancement par le mérite de la guerre - arrêté royal du 16 octobre 1934.
 Avancement par le mérite de la guerre - arrêté royal du 2 avril 1938.

## Source
- (it) Cet article est partiellement ou en totalité issu de l’article de Wikipédia en italien intitulé « Luigi Federzoni » (voir la liste des auteurs).

1. ↑  Sergio, Marialuisa Lucia, Federzoni e la storia della destra italiana nella prima metà del Novecento, Histoire et problèmes contemporains. JUIN 1999, Urbino (Pesaro Urbino) : Bologne : Edizioni Quattro Venti ; CLUEB, 1999.
2. ↑  « Biografia di Federzoni L. », sur montesca.eu/ (consulté le 2 août 2019)
3. ↑  Alexander J. De Grand, The Italian Nationalist Association in the Period of Italian Neutrality, August 1914-May 1915, The Journal of Modern History, Vol. 43, No. 3 (Sep., 1971), pp. 394-412.
4. ↑  Histoire de la Chambre des députés
5. ↑  Erminio Fonzo : Storia dell'Associazione nazionalista italiana (1910-1923)] aux Edizioni scientifiche italiane, Naples, 2017 (OCLC 1001485208) -  (ISBN 978-88-495-3350-7)
6. ↑  P. G. Edwards, The Foreign Office and Fascism 1924-1929, Journal of Contemporary History, Vol. 5, No. 2 (1970), pp. 153-161
7. ↑  Giovanna Tosatti, Il prefetto e l'esercizio del potere durante il periodo fascista, Studi Storici, Anno 42, No. 4, L'Italia repubblicana negli anni Settanta (Oct. - Dec., 2001), pp. 1021-1039.
8. ↑  Giuseppe Vedovato, Gli accordi italo-etiopici dell'agosto 1928, Rivista di Studi Politici Internazionali, Vol. 22, No. 4 (Octobre-Décembre 1955), pp. 560-634.
9. ↑  Giovanna Tosatti, La repressione del dissenso politico tra l'età liberale e il fascismo. L'organizzazione della polizia, Studi Storici, Année 38, No. 1, Pour le centenaire de Jacob Burckhardt (Jan. - Mar., 1997), pp. 217-255.
10. ↑  Guido Leto, Ovra Fascismo-Antifascismo, Cappelli Editore, Bologne, avril 1951, pag.31:"La scelta fu fatta da Federzoni che l'aveva conosciuto a Bologna,..."
11. ↑  Per Fulco Lanchester, IL GRAN CONSIGLIO DEL FASCISMO E LA MONARCHIA RAPPRESENTATIVA, Nomos, 3/2017, p. 8, la loi sur le Grand Conseil du Fascisme " constitue la reconnaissance formelle du statut constitutionnel du PNF et représente également le premier moment substantiel de tension dans le compromis diarchique. Ce n'est d'ailleurs pas un hasard si c'est Luigi Federzoni lui-même, ministre d'abord de l'Intérieur de 1924 à 1926, puis des Colonies jusqu'en décembre 1928, représentant de l'orientation nationaliste au sein du Régime, qui avait manifesté une grande préoccupation à cet égard, payant sa position par une (relative) marginalisation des postes de "pouvoir substantiel".
12. ↑  Francesco Lamendola, « 25 luglio 1943, fu tradimento? », sur accademianuovaitalia.it
13. ↑  Albertina Vittoria, I diari di Luigi Federzoni. Appunti per una biografia, Studi Storici, Année 36, No. 3, Fascismo, antifascismo, democrazia. Cinquante ans après le 25 avril (Jul. - Sep., 1995), pp. 729-760.
14. ↑  R. De Felice, Intervista sul Fascismo, Laterza, Bari, 1975, page 12
15. ↑  « Francesco Crispi : lettere ad Abele Damiani » [archive] (consulté le 11 juin 2020)
16. ↑  Fabrizio Federici, « Presentato il Diario inedito, 1943-’44, di Luigi Federzoni », 12 dicembre 2019 (consulté le 14 mai 2020)
17. ↑  Gazzetta Ufficiale del Regno d'Italia n.94 du 26 avril 1926, pag.1702.
18. ↑  Bulletin officiel 21 avril 1938, dispense 23, page 2053, enregistrée à la Cour des comptes le 6 avril 1934, registre no 10, feuille 1.